# هرینگتون (کانزاس)
هرینگتون (به انگلیسی: Herington) شهری در ایالت کانزاس کشور ایالات متحده آمریکا است که جمعیت آن در سرشماری سال ۲۰۱۰ میلادی، ۲٬۵۲۶ نفر بوده‌است.